# Alfredo d'Andrade
Alfredo Cesar Reis Freire de Andrade, conosciuto anche semplicemente come Alfredo d'Andrade (Lisbona, 26 agosto 1839 – Genova, 30 novembre 1915), è stato un architetto, archeologo e pittore portoghese naturalizzato italiano essendogli stata conferita nel 1912, tre anni prima della sua morte, la cittadinanza italiana.

D'Andrade a Porta Soprana nel 1901

A lui si deve, fra l'altro, la progettazione del Castello d'Albertis di Genova. È stato anche pittore e una sua opera, Il ritorno dai campi, è custodita all'Accademia Ligustica di Belle Arti nel capoluogo ligure.

## Biografia
Nato in una famiglia della borghesia lusitana, da António José e da Emília Games de Silva Reis, nel 1845 iniziò a frequentare lo studio del pittore e incisore spagnolo Trifón de Avilez.
Assecondando una tradizione familiare, il padre lo mandò quindi a Genova insieme al fratello Julio per introdurlo al mondo degli affari. A dargli occupazione furono i fratelli Baratta, corrispondenti commerciali dei d'Andrade. Il giovane si dimostrò tuttavia, già a quel tempo, molto più interessato alla vita intellettuale e alle arti decorative che non al mondo degli affari.
Nel 1855 visita l'Esposizione Universale di Parigi e al Palais des Beaux-Arts è affascinato dalle opere del paesaggista svizzero Alexandre Calame.
L'anno successivo, assieme al fratello, visita Civitavecchia, Roma, Napoli e Firenze. A causa di una grave malattia deve però fare rientro a Lisbona dove non smette tuttavia di frequentare l'ambiente artistico.

### Formazione
La permanenza in Italia è stata considerata dallo stesso D'Andrade un passo importante ai fini della sua formazione artistica. E a Genova fa ritorno appena un anno dopo il suo rientro in patria, nel 1857, per iniziare a frequentare lo studio del pittore Tammar Luxoro. Iscrittosi all'Accademia Ligustica di Belle Arti, segue i corsi di architettura di Giovanni Battista Resasco.
Nel 1858 viene di nuovo richiamato dal padre a Lisbona dove lavora presso il Consolato di Toscana. Si appassiona ai problemi architettonici e urbanistici della città natale.
Nel 1860 torna a Genova, e in quel periodo visita l'esposizione di pittura di Torino. Si trasferisce quindi a Ginevra per frequentare lo studio di Alexandre Calame. Conosce gli artisti che frequentano il Café du Bourg: Ernesto Bertea, Vittorio Avondo e soprattutto Antonio Fontanesi che avrà su di lui un'influenza ancora maggiore di quella di Calame.
Tornato a Genova, nel 1861 frequenta i corsi di prospettiva e architettura dell'Accademia Ligustica, intraprende viaggi in Italia e nel Delfinato francese. A Nervi conosce Carlo Pittara. Nella città ligure entra a far parte del gruppo dei pittori detti "i Grigi", che dipingevano dal vero paesaggi naturali, sull'esempio del gruppo di Fontainebleau. Questo gruppo intendeva richiamarsi ad una rappresentazione diretta del modello, sulle orme del realismo francese ed era in contrasto con l'accademismo tradizionale.
Nel 1862 dipinge ad Albano, a Fiumicino, ad Ariccia, sulle orme dell'Avondo. Espone, con successo, alcuni quadri a Genova.

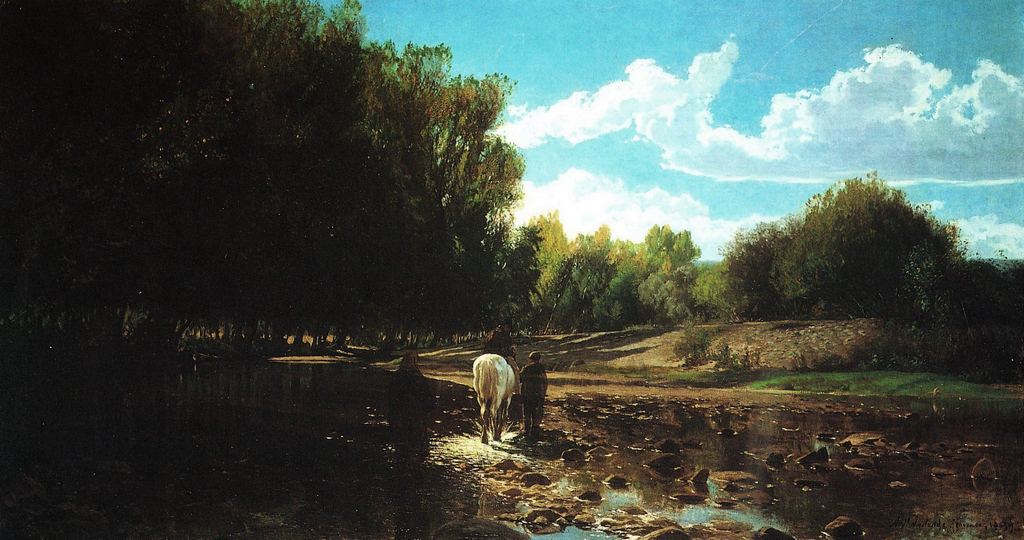
Motivo sulla Bormida, 1865, Galleria d'Arte Moderna (Genova)

Nel 1863, su ordine del padre, torna a Lisbona, dove rifiuta la cattedra di professore di paesaggio alla Real Accademia di Belle Arti. A Carcare, presso Savona, nasce la Scuola grigia ligure attorno alla figura di Ernesto Rayper.
Nel 1864 si iscrive al corso di anatomia dell'Accademia Ligustica. Conosce Federico Pastoris, artista e animatore culturale. In estate raggiunge Carlo Pittara a Rivara, luogo di riunione di pittori paesaggistici noti come la "Scuola di Rivara".
Un suo lavoro ad acquarello, Loggia del Palazzo Cambiaso, viene premiato con una medaglia d'argento dell'Accademia Ligustica. Il padre gli concede di disporre del lascito testamentario del nonno Bento e il permesso di trasferirsi stabilmente in Italia.

### L'architettura medievale

Il D'Andrade nel Castello di Pavone Canavese.

Dopo un breve periodo a Ginevra, nel 1865 si trasferisce definitivamente in Italia, insegnando ornato e dedicandosi al rilievo di edifici storici. Grazie a queste attività, matura una profonda conoscenza degli edifici di Piemonte, Liguria e Valle d'Aosta, dimostrando particolare interesse per quelli del periodo medievale.
Diviene Sovrintendente alle Belle Arti di Liguria e Piemonte e dirige tutti i restauri di chiese e castelli effettuati sino al 1915 in queste regioni, tra cui quello della Sacra di San Michele, oggi monumento simbolo del Piemonte. Tra le sue opere anche il restauro del battistero e del pilone funerario di Albenga.

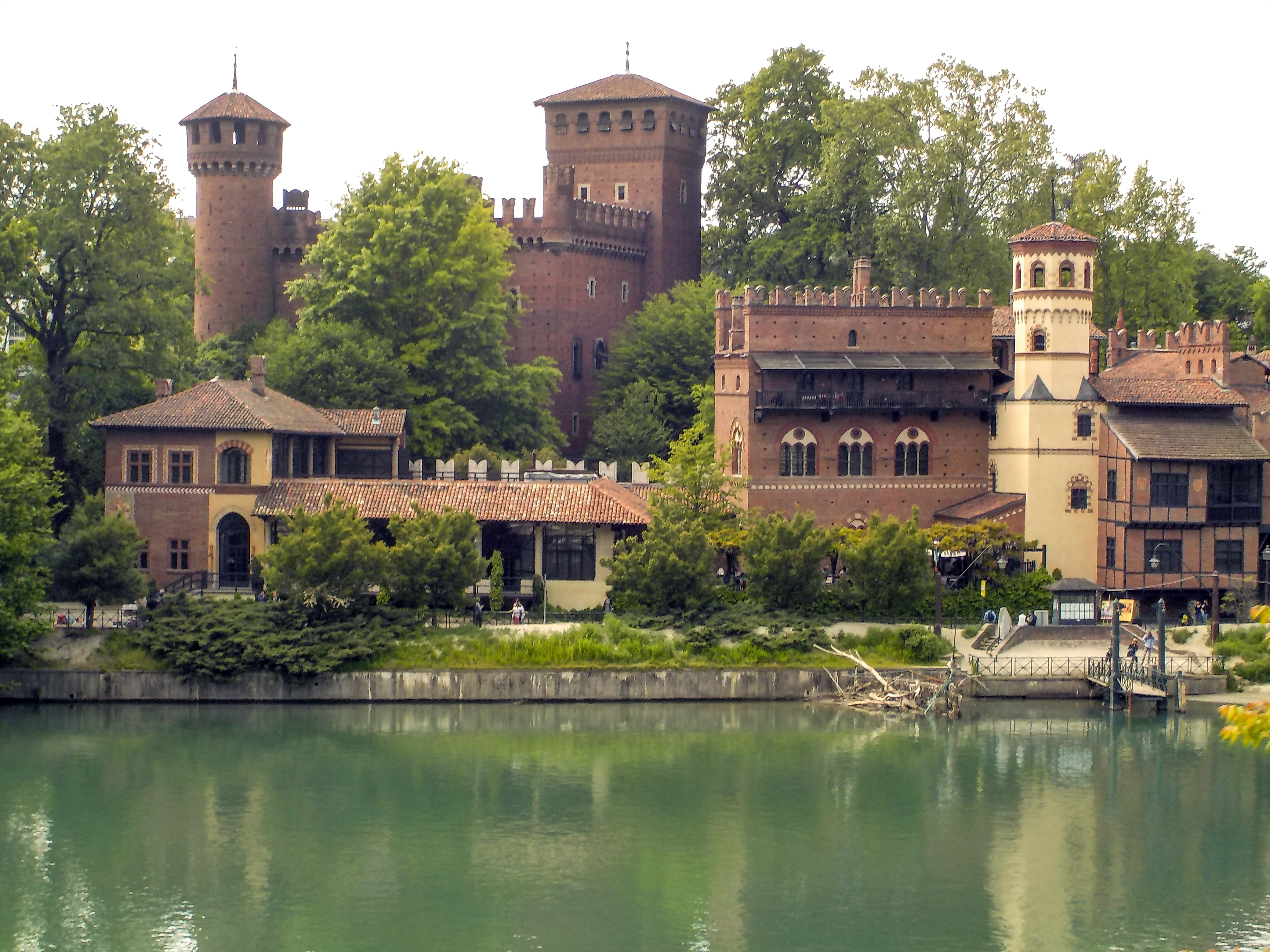
Borgo Medievale, Torino

Il materiale accumulato gli permetterà di curare la realizzazione del Borgo Medievale di Torino, al Parco del Valentino, in seno all'Esposizione generale italiana del 1884. Il Borgo costituisce una delle sue opere di maggiore rilievo poiché in essa l'artista ha ricreato un piccolo nucleo urbano medievale partendo proprio dalle esperienze architettoniche che aveva avuto modo di rilevare.

## Cronologia e incarichi
- 1882 - contributi al progetto del Borgo Medievale di Torino, al Parco del Valentino, in seno all'imminente Esposizione generale italiana del 1884.
- 1885 - viene nominato Regio delegato per la conservazione dei monumenti del Piemonte e della Liguria.
- 1865 - a Roma frequenta l'Accademia di San Luca. Con l'amico Pastoris visita il Piemonte, la Svizzera, la Valle d'Aosta e torna a Rivara. Dall'incontro tra i protagonisti della "Scuola grigia" di Carcare con i paesaggisti piemontesi nasce la Scuola di Rivara.
- 1866 - affronta un lungo viaggio per molte città italiane: Napoli, Genova, Roma, Perugia, Assisi, Firenze, Arezzo, Torino.
- 1867 - visita l'Emilia-Romagna e le Marche. Ritornato a Genova è nominato Socio dell'Accademia Ligustica.
- 1868 - compie altri viaggi lungo la penisola italiana; visita Bergamo, Cremona, Mantova, Parma, Torino, Novara, Cuneo, Alba, Saluzzo, la Valle d'Aosta e il Lago Maggiore.
- 1869 - diventa insegnante di disegno ornamentale applicato all'industria all'Accademia Ligustica. Con Luxoro lotta contro l'accademismo conservatore e per la riforma dei metodi d'insegnamento.
- 1871 - il governo spagnolo acquista il suo quadro Le paludi di Castel Fusano, celebrato dalla critica alla Mostra Internazionale di Madrid.

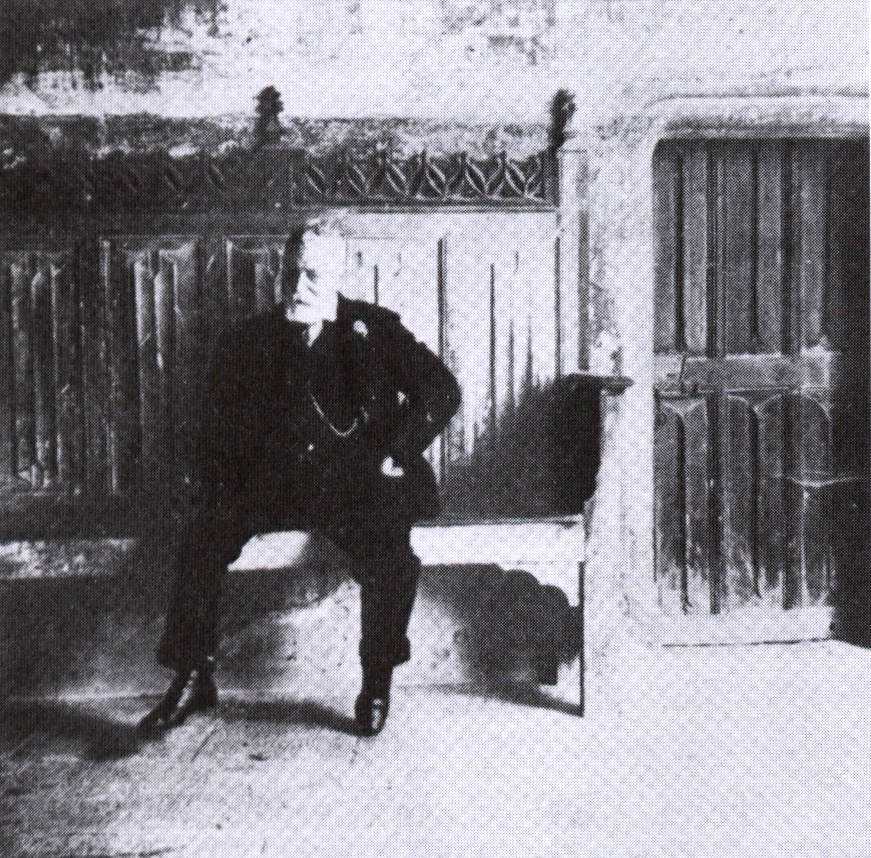
Alfredo D'Andrade nel 1908 nel porticato del Castello d'Issogne, in Valle d'Aosta.

- 1872 - gli vengono affidati innumerevoli incarichi; è chiamato a far parte di svariati comitati e giurie; gli vengono conferiti importanti riconoscimenti.
- 1875 - sposa Costanza Brocchi e si stabilisce a Sori, vicino a Genova.
- 1877 - cura le scenografie de La partita a scacchi e del Fratello d'armi, di Giuseppe Giacosa.
- 1880 - il Ministero della pubblica istruzione lo nomina membro della giuria del Concorso per la realizzazione degli affreschi da eseguirsi nella Sala gialla, detta dei ricevimenti, nel Palazzo del Senato a Roma.
- 1882 - si reca in Francia per studiare le fortificazioni di Carcassonne e di Aigues-Mortes. Inizia a lavorare al progetto per la costruzione del Borgo e della Rocca Medievale nel parco del Valentino.
- 1883 - il Ministero della pubblica istruzione gli affida il restauro del Palazzo San Giorgio a Genova.
- 1884 - viene nominato dal Ministero della Pubblica Istruzione delegato per gli studi e le proposte relative all'elenco dei monumenti in Piemonte.
- 1885 - la moglie acquista il castello di Pavone Canavese.
- 1886 - viene nominato direttore per la conservazione dei monumenti del Piemonte e della Liguria.
- 1887 - assume importanti incarichi anche in altre città d'Italia: Milano, Firenze, Venezia, Perugia, Roma, Napoli.
- 1888 - coadiuva la ristrutturazione del Castello di Verrès, in Valle d'Aosta. Inizia il restauro del Castello di Pavone che sarà portato a termine solo dopo la sua morte, dal figlio Ruy. A Lisbona muore il padre, che gli lascia una cospicua eredità.
- 1889 - si trasferisce a Firenze in via Pico della Mirandola, dove rimarrà fino al 1911. Rifiuta il posto di Commissario della Antichità e Belle Arti della Liguria. Tra i lavori che maggiormente lo interessano vi è il restauro della Sacra di San Michele.
- 1890 - assume la direzione tecnica dei lavori di restauro dei monumenti liguri.
- 1891 - il Governo istituisce gli uffici regionali per la conservazione dei monumenti e gli viene affidata la direzione per il Piemonte e la Liguria. Con Camillo Boito, Guglielmo Calderini e Federico Stefani fa parte della Commissione per il risanamento di Venezia. Con Boito è anche nella Commissione per i lavori della facciata del Duomo di Milano.
- 1892 - il Ministro della Pubblica Istruzione lo nomina Architetto Ingegnere Direttore nell'Amministrazione provinciale per l'Arte Antica. Si oppone energicamente alla costruzione di un palazzo sui resti del teatro romano nei giardini del Palazzo Reale di Torino.
- 1893 - affronta un lungo viaggio in Francia a studiare l'arte dei due lati delle Alpi.
- 1894 - la Real Accademia Romana di San Luca lo elegge Accademico di merito nella classe di Architettura.
- 1895 - in Portogallo si dedica all'azienda agricola di Font'Alva. La casa padronale e il rustico sono da lui progettati prendendo come riferimento tipologie architettoniche e tecniche costruttive del passato. Rientrato in Italia conclude l'acquisto da parte dello Stato del castello di Fénis.
- 1897 - coadiuva e dirige il restauro del castello di Fénis.
- 1899 - acquista il Palazzo del Senato di Pinerolo e lo regala alla città segnalando al Ministero l'urgenza di un intervento di restauro. Pubblica la Relazione dell'Ufficio regionale per la conservazione dei monumenti del Piemonte e della Liguria: Parte I. 1883-1891.
- 1900 - viene nominato Giurato italiano all'Esposizione universale di Parigi. Lo stesso anno viene convocato a Torino dal re Vittorio Emanuele III di Savoia per occuparsi della rivalutazione dei resti del Teatro Romano e della radicale ristrutturazione della Porta Palatina.
- 1904 - viene nominato Giurato per il Dipartimento delle Belle Arti all'Esposizione di St. Louis e si reca in America. Nello stesso anno è nominato da Vittorio Emanuele III di Savoia membro della Commissione centrale per le Antichità e le Belle Arti.
- 1905 - entra nel Consiglio incaricato di predisporre i lavori per la facciata del Duomo di Firenze.
- 1906 - il 3 agosto un incendio distrugge l'Esposizione di Milano dove la sala a lui dedicata raccoglie un'ampia documentazione della sua attività di pittore e architetto.
- 1907 - viene nominato delegato ufficiale italiano al VI Congresso Internazionale di Vienna, che si svolgerà l'anno successivo. Con Benedetto Croce, Cantalamessa e Boito programma i lavori di riordino della Pinacoteca Nazionale di Napoli. Viene nominato soprintendente della Soprintendenza ai Monumenti del Piemonte e, contemporaneamente (in qualità di reggente), assume lo stesso ruolo per la Soprintendenza ai Monumenti della Liguria. Manterrà tale ruolo fino alla morte.

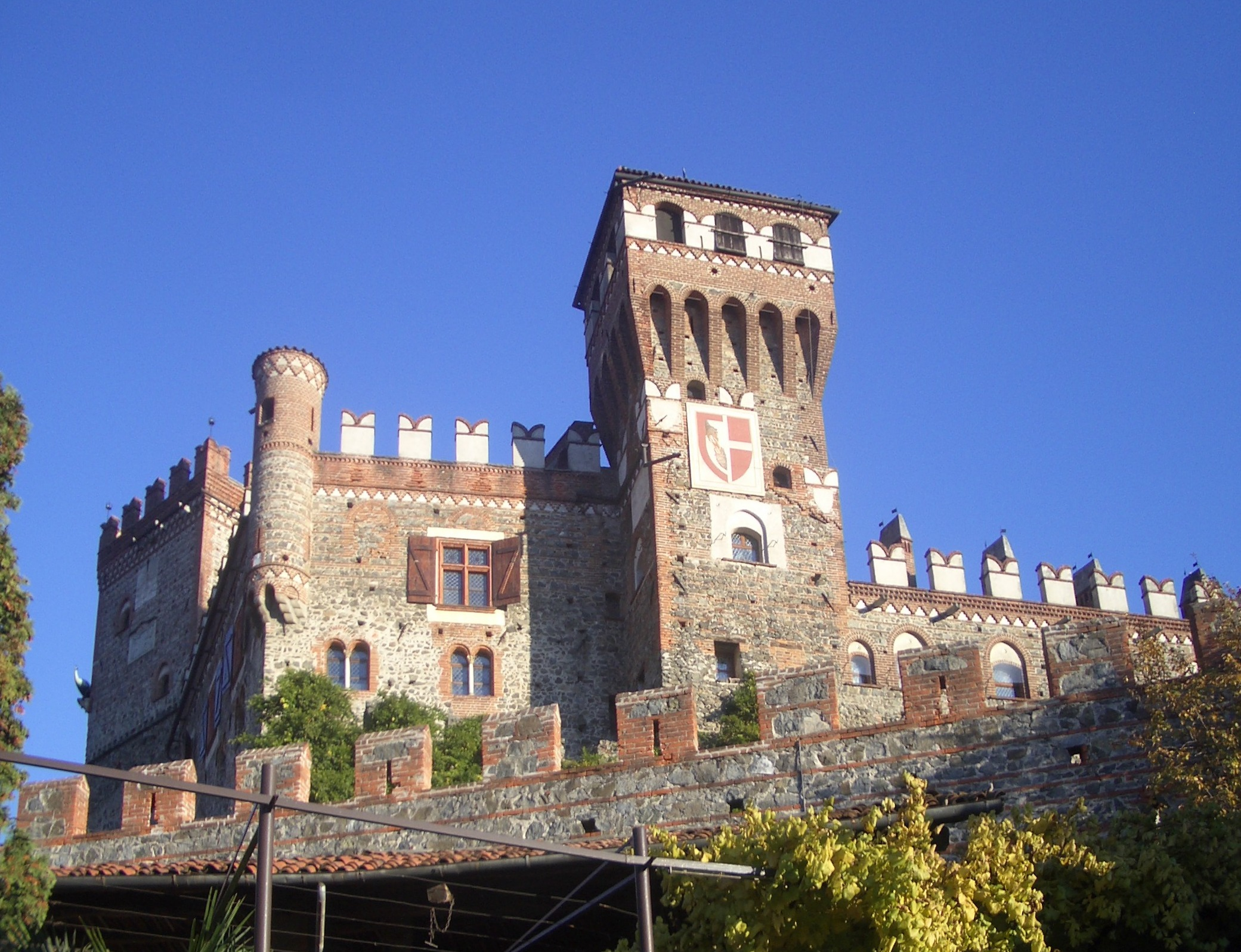
Il castello di Pavone Canavese, che ospita le spoglie del D'Andrade

- 1909 - partecipa alla sistemazione della tomba di re Umberto I di Savoia al Pantheon.
- 1910 - i moti contadini in Portogallo, dopo la proclamazione della Repubblica, lo privano della tenuta di Font'Alva che viene saccheggiata. Un colpo durissimo per d'Andrade già gravemente malato. Dopo un lungo soggiorno a Lisbona rientra in Italia. Non farà più ritorno più in Portogallo.
- 1911 - entra nel Comitato per la ricostruzione del campanile di San Marco a Venezia.
- 1912 - il Governo gli conferisce la cittadinanza italiana.
- 1913 - la moglie Costanza muore nel Castello di Pavone
- 1914 - torna nel Delfinato per rivedere i luoghi degli anni di formazione. Gravemente malato si trasferisce a Genova.
- 1915 - il 30 novembre muore nella casa di via Peschiera. Viene sepolto accanto alla moglie nel cimitero di Pavone Canavese.
- 1929 - le salme di Alfredo D'Andrade e Costanza Brocchi vengono traslate nella chiesetta di San Pietro, entro le mura del Castello di Pavone.[1]

## Restauri
Alla direzione della Sovrintendenza di Belle Arti in Liguria e Piemonte, dirige tutti i restauri di questo periodo, sino al 1915, anno della sua morte, in Liguria, Piemonte, Valle d'Aosta (allora facente parte del Piemonte)

### Restauri a Genova e provincia
- La Porta Soprana nella cerchia delle Mura del Barbarossa (romanico, XII secolo)
- palazzo San Giorgio (XIII secolo)
- Chiesa di San Donato (romanico, XII secolo)
- Chiesa di Santo Stefano (romanico, XI secolo, e successive aggiunte gotiche); il restauro di questa fu ultimato da Carlo Ceschi
- Chiesa di San Bartolomeo di Promontorio a Sampierdarena (romanico, XII secolo)
- Ruderi del Monastero di Valle Christi Rapallo (Genova) (gotico, XIII secolo)

### Restauri in provincia di Savona
- Chiesa di San Pietro ad Albisola Superiore (romanico, XII secolo)
- Battistero di Albenga (rifacimento della copertura lignea della cupola)
- Pilone funerario ad Albenga del II secolo[2]
- Chiesa di San Paragorio di Noli stile romanico lombardo dell'XI secolo

### Restauri in Piemonte
- Sacra di San Michele in Val di Susa (romanico, XI-XII secolo)
- Castello di Malgrà (1333 - 1336)
- Castello Gaioli Boidi di Molare (Italia) (XIII secolo e seguenti)
- Castello di Montalto Dora (metà del XII secolo)
- Castello di Pavone (IX-XI secolo)
- Chiesa di San Domenico in Torino (1257 - 1280), insieme a Riccardo Brayda.

### Restauri in Valle d'Aosta
- Castello di Fénis (XIV secolo)
- Castello di Verrès (XIV secolo)
- Torre del Pailleron
- Priorato di Sant'Orso

## Riconoscimenti
Ad Alfredo d'Andrade è oggi dedicata la Fondazione omonima istituita a Pavone Canavese nel 1996 con una sezione di Museo e Centro Studi. È tuttora considerato un artista di spicco della seconda metà dell'Ottocento-primi del Novecento. Alla sua opera sono state dedicate varie personali, anche se raramente con la compresenza delle sue opere pittoriche con i bozzetti e le foto dei suoi successi architettonici e di restauro.